# Halik
Halik es una telenovela filipina producida por RSB Unit para ABS-CBN en 2018.
Protagonizada por Jericho Rosales y Yen Santos, con las participaciones antagónicas de Sam Milby, Yam Concepción, Bianca King, Romnick Sarmenta, Cris Villanueva y Almira Muhlach. Cuenta además con la actuación estelar de Amy Austria-Ventura.

## Elenco
- Jericho Rosales – Catalino "Lino" Bartolome
- Sam Milby – Ace Corpuz
- Yen Santos – Jacqueline "Jacky" Montefalco-Corpuz
- Yam Concepción – Jade Flores-Bartolome
- Bianca King – Aliyah Torres
- Daniel Matsunaga – Yohan Tanaka
- Amy Austria – Dolores "Dolor" Salvador-Bartolome
- Romnick Sarmenta – Mauro Montefalco
- Cris Villanueva – Rafael "Paeng" Corpuz
- Almira Muhlach – Helen Martin-Corpuz
- Precious Lara Quigaman – Loida Ybañez-Montefalco
- Hero Angeles – Atty. Kenneth "Ken" Velasco
- Christian Bables – Barry Sebastian
- Niña Dolino – Marissa "Sissy" Toledo
- Ria Atayde – Pinky "Baste" Sebastian
- Chai Fonacier – Chari Ortiz
- Jane de Leon – Margarita "Maggie" Bartolome
- JC Alcantara – Bogs
- Gab Lagman – Gio Corpuz
- Daisy Cariño – Fe Bartolome
- Tart Carlos – Tart
- Karla Pambid – Matutina "Tet" Rosales
- Crispin Pineda – Ed Bartolome
- Ruben Gonzaga – Samson
- Lowell Conales – Pancho
- Miguel Vergara – Bonbon
- Lei Andrei Navarro – Ronron
- Harvey Bautista – Choi
- Uno Bibbo – Dos
- Precious Miel Espinosa – Camille
- Allan Paule – Agustin "Gustin" Bartolome
- Sandino Martin – Gabriel "Gab" Montefalco
- Art Acuña – Al Montefalco
- Louise Abuel – Lino Bartolome (joven)
- Veyda Inoval – Jacky Montefalco (joven)
- Gretchen Fullido – ella misma
- David Chua – Vince
- Vivo Ouano – Joel
- Jef Gaitan – Ivory Jimenez
- Luis Hontiveros – Eric de la Vega
- Loren Burgos – Celine Ricafort
- Miko Raval – John Ricafort
- Irma Adlawan – Myrna Toledo
- Jana Agoncillo – Aliyah Torres (joven)
- Bobby Andrews – Manuel Vegafria